# Johann Heinrich Schmelzer
Johann Heinrich Schmelzer (1620 až 1623?, Šibice v dnešním Rakousku – 29. února až 20. března 1680, Praha) byl rakouský barokní hudební skladatel a houslista.

## Život

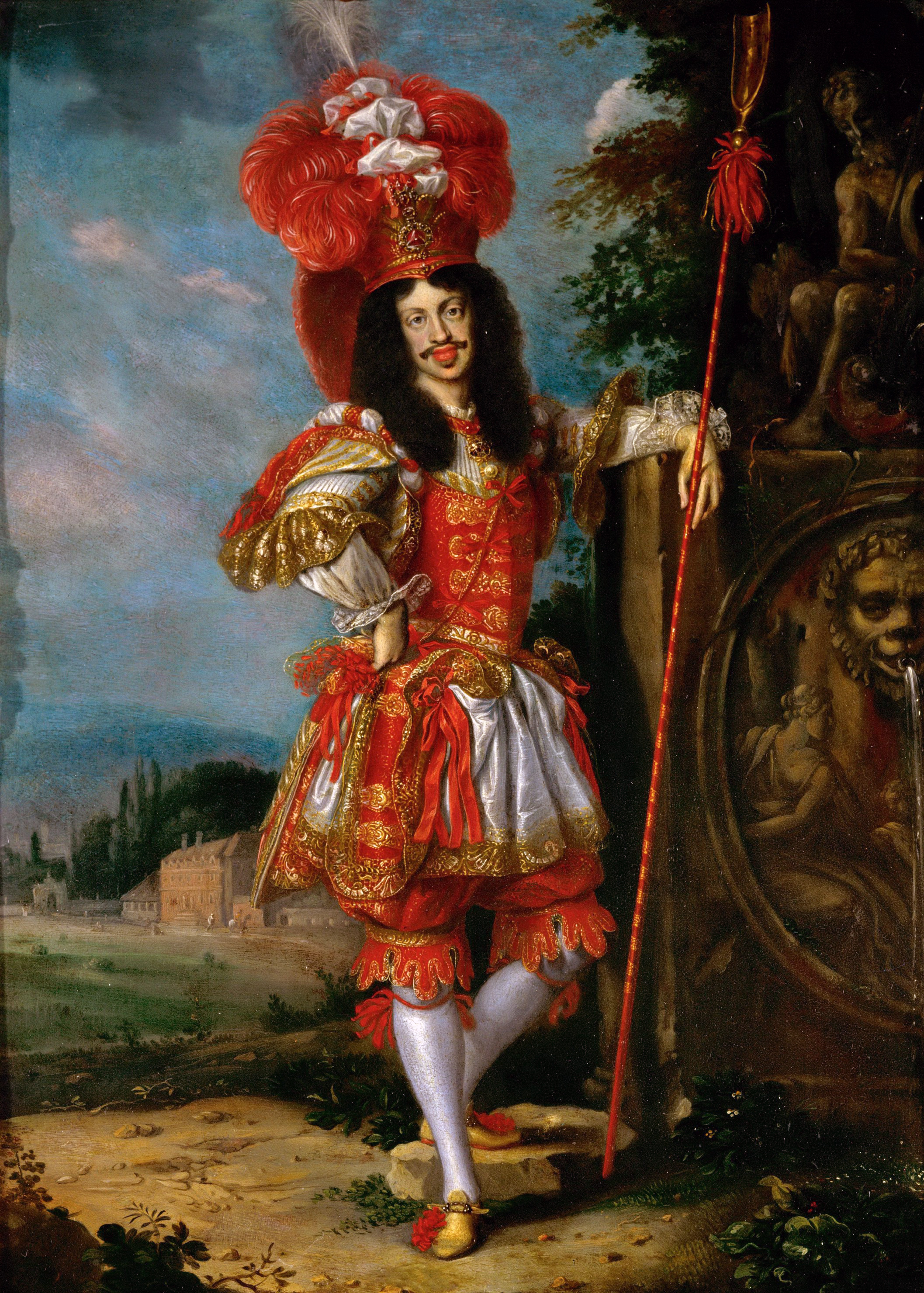
Císař Leopold I. v divadelním kostýmu postavy Acise z představení Cervantesovy hry La Galatea. Malba od Jana Thomase van Ieperen z roku 1667

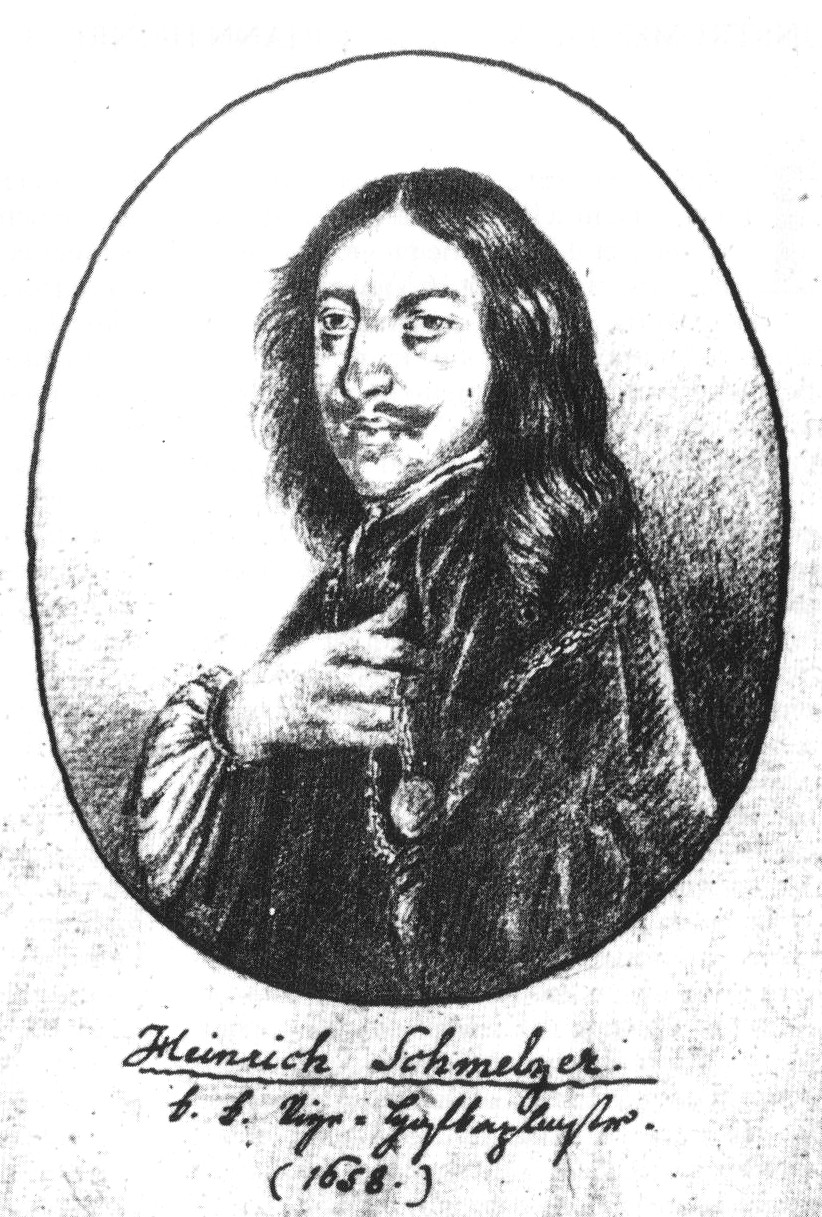
Portrét Johanna Heinricha Schmelzera z roku 1658

O jeho raných letech není téměř nic známo, do Vídně přišel zřejmě ve 30. letech 17. století, kde se uchytil jako skladatel a hudebník v habsburských službách, kde setrval po zbytek svého života.
S císařem Leopoldem I., rovněž vynikajícím hudebníkem a skladatelem, jej pojilo blízké přátelství. 13. dubna 1671 jej císař jmenoval místokapelníkem své dvorní kapely, kde přebíral stále více povinností churavějícího kapelníka Giovanniho Felice Sancese. Jeho výkon tohoto úřadu, spojený s dosavadní tvorbou a jeho stále rostoucím věhlasem, vedle osobního přátelství, stejně jako vojenské úspěchy jeho otce, které popsal ve své petici, mohly být impulsem pro Leopolda I. k udělení šlechtického titulu. Roku 1673 mu byl udělen predikát „von Ehrenruef“. Tento titul později převzal i jeho nejstarší syn Andreas Anton (1653–1701), který byl rovněž skladatel a houslista, i další synové.
Teprve po Sancesově smrti 24. listopadu 1679, byl J. H. Schmelzer oficiálně jmenován dvorním kapelníkem, prvním neitalského původu v císařské kapele. Jeho smlouva na tuto pozici vešla v platnost až v Praze 18. prosince 1679, kam císař se svou rodinou a dvorem přesídlil z důvodu řádící morové epidemie ve Vídni. Pražská smlouva byla podepsána se zpětnou platností od 1. července, nicméně skutečně mohla být plněna až od 1. října. Svou novou funkci však Schmelzer stihl vykonávat jen několik měsíců, neboť se v roce 1680 stal obětí velké epidemie moru, která mezitím zasáhla také Prahu.

## Činnost
Schmelzer byl jedním z nejvýznamnějších houslistů své doby. Jeden z jeho současníků v roce 1660 o Schmelzerovi píše jako „téměř nejdokonalejším houslistovi v Evropě“. Významně přispěl k vývoji houslových hráčských i kompozičních technik, což byla do té doby doména především italských hudebníků. Zasadil se o rozvoj sonátové formy a suity v Rakousku a jižním Německu.
Významné jsou jeho Sonatae unarum fidium z roku 1664, které jsou první sbírkou sonát pro housle a basso continuo vydané tiskem od německy hovořícího skladatele. Skladby nepostrádají excelentní virtuositu, dílčí strukturu, ani délku bassocontinuových variací, typické pro houslové sonáty vrcholného baroka. Známé jsou také jeho houslové sonáty, napodobující např. zvuky zvířat apod.
Byl předním rakouským skladatelem tehdejší instrumentální hudby, hlavním své generace v Rakouském císařství s významným vlivem na pozdější německé, rakouské (i české) houslové skladatele. Silně ovlivnil zejména houslistu a skladatele ze severočeské Stráže pod Ralskem, Heinricha I. F. Bibera (1644–1704), který byl jeho přítelem a zřejmě také jedním ze Schmelzerových žáků.

## Výběr z díla
- Lamento sopra la morte di Ferdinando III, 1657
- Duodena selactarum sonatarum, 1659
- Sacroprofanus Concentus, 1662
- Sonatae unarum fidium seu a violino solo, 1664
- Die musikalische Fechtschul, 1668
- 150 suite, vokálních děl, a duchovní hudby

## Duchovní skladby
- Ad cocentus o mortales ad triumphos - SSATTB, 2 vln, 3 vla, 2 corn, 2 clar, 4 trbn, vlne, bc
- Compieta - SATB, 2 vln, vc, corn, 2 trbn, vlne, bsn, bc:
  - Cum Invocarem
  - In te Domine
  - Qui habitat in adjutorio
  - Ecce nunc benedicite
  - Te lucis ante terminum
  - Nunc dimittis
- Currite, accurrite, caeli et terra - SATB, 2 vln, 3 vla, vlne, bc
- Die Stärke der Liebe (Sepolcro)- SSATT, 2 vln, bc
- Hodie lux tua, sancti fulgebit - SATB, 2 vln, 3 vla, vlne, bc
- Inquietum est cor meum - SATB, 2 vln, 2 vla, vlne, bc
- Le memorie dolorose - SSATTTBB, 2 vln, 4 vla, 2 gamba, bc
- Missa Dei patris benedicte - SSAATTBB, 5 vla, 2 clar, 3 trbn, vlne, bc
- Missa Jesu crusifixi - SSAATTBB, 2 vln, 4 vla, 2 clar, vlne, bc
- Missa Mater purissima - SATB, 3 vla, corn, 3 trbn, vlne, bc
- Missa Natalis (Kyrie & Gloria) - SSATTB, 2 vln, 2 vla, 2 clar, 4 trbn, vlne, bc
- Missa Peregrina in honorem Sancti Rochi - SATB, 3 vla, 2 corn, 3 trbn, vlne, bc
- Missa pro defunctis (Kyrie, Sanctus & Agnus) - SATB, 3 vla, bc
- Missa Sancti Joannis - SATB, 2 vln, 2 vla, 3 trbn, vlne, bc
- Missa Sancti Spiritus - SSATTB, 2 vln, 2 vla, 2 corn, 2 clar, 4 trbn, bc
- Missa Sancti Stanislai - SATB, 2 vln, 3 vla, bc
- Missa Tarde venientium in honorem Sancti Wenceslai - SATB, 2 vln, corn/trbn, vlne, bc
- Nos autem gloriari - SATB, 3 vla, vc, vlne, bc
- O Jesu summa charitas - SATB, 2 vln, 2 vla, theorbo, bc
- Sileat misericordiam tuam, o bone Jesu - SATB, vln, 3 vla, vlne, bc
- Terra triumphans jubila - SATB, 2 vln, gamba, vlne, bc
- Vesperae brivissimae de beatissimae virgine et de apostolis - SATB, 2 vln, vc, corn, 2 trbn, bsn, bc
  - Dixit Dominus
  - Laudate pueri
  - Laetatus sum
  - Nisi Dominus
  - Lauda Jerusalem
  - Credidi
  - In convertendo
  - Domine probabasti me
  - Magnificat
- Vesperae solemnis pleno coro - SSAATTBB, 2 vln, 5 vla, 2 corn, 2 clar, 3 trbn, vlne, bc